# 中国海峡列表
中国的海峡比较著名的大海峡有：
- 台湾海峡：台湾岛(中華民國)与大陆福建省之间的海峡。
- 琼州海峡：海南岛与大陆广东省之间的海峡。
- 渤海海峡：辽宁省辽东半岛与山东省山东半岛之间的海峡。

其他的海峡：
- 香港：马湾海峡、西博寮海峡、东博寮海峡、北长洲海峡等。
- 鹰游门海峡
- 庙岛海峡：山东半岛与庙岛群岛之间的海峡